# FMイブニングエコー
FMイブニングエコーはエフエム東京のラジオ番組。

## 概要
- テーマ曲は、ヨハン・シュトラウス2世のシャンペンポルカ。
- 当初は午後5時40分からの放送だったが、1973年に5時45分からの放送となった。
- 前半でニュースとその日の特集、CMを挟んで音楽に載せて交通情報と天気予報という内容。
- キャスターは局所属のアナウンサーが持ち回りで務めた。

| スタブアイコン | サブスタブ | この項目は、まだ閲覧者の調べものの参照としては役立たない、ラジオ番組に関連した書きかけの項目です。この項目を加筆・訂正などしてくださる協力者を求めています（P:ラジオ/PJ:放送番組）。 |